# Høreapparat
Et høreapparat er et hjælpemiddel, som er udstyret med en mikrofon og en ganske lille højttaler, og sidder i eller bag øret. De lyde som mikrofonen, som vender ud af øret, opfanger, bliver forstærket og sendt ud gennem højttaleren, som vender ind i øret. Et høreapparat kaldes på engelsk for 'hearing aid'.

## Høreapparatets historie
Det første høreapparat blev skabt i det 17. århundrede.[kilde mangler] Bevægelsen i retning af moderne høreapparater, der begyndte med oprettelsen af telefonen, førte til de første elektriske høreapparater i 1898. Ved slutningen af det 20. århundrede, blev det første høreapparater udbudt kommercielt. 

## Typer af høreapparater
Der findes mange forskellige typer af høreapparater, men ikke alle typer duer til alle typer høretab. Som tommelfingerregel gælder at jo mere udtalt høretab, jo større skal høreapparatet være for at kompensere det. 
Et moderne digitalt høreapparat kan i et vist omfang programmeres til at udvælge hvilke lyde, der skal forstærkes. Men det kan stadig være svært at opfange tale i støjende omgivelser. Ligeledes kan nogle lyde i ældre typer høreapparater blive forvrængede ved forstærkningen. De nyeste digitale høreapparater er dog udviklet til at kunne levere output på op imod 130 dB (decibel), og have inputrange på 113dB.
En type af høreapparat, som indopereres, kaldes Cochlear Implant.

## Udlevering af høreapparater
I Danmark kan høreapparater udleveres hos 3 instanser: Via det offentlige sygehusvæsen på hospital (gratis), via egen privatpraktiserende ørelæge (enten gratis som på offentligt sygehus eller som egenbetaling+tilskud fra det offentlige) eller via en forretning, som sælger høreapparater (egenbetaling+tilskud fra det offentlige). 